# Хаванова, Ольга Владимировна
О́льга Влади́мировна Хава́нова (6 марта 1967 г., Москва) — советский российский историк, доктор исторических наук, профессор, заместитель директора Института славяноведения РАН по научной работе (история), руководитель Центра по изучению истории многонациональной Австрийской империи, исследователь истории Венгрии в составе монархии Габсбургов раннего Нового времени.

## Биография
Ольга Владимировна Хаванова родилась в Москве. В 1989 г. окончила исторический факультет МГУ. В 1992—1993 гг. получила степень магистра в Центрально-Европейском университете в Будапеште. В 1993—1994 гг. стажировалась в Оксфордском университете. В 1993 г. в Институте славяноведения АН СССР защитила кандидатскую диссертацию «Венгерский дворянский патриотизм в конце XVIII века: движение 1790 года».
С 1993 г. работает в Институте славяноведения, сначала в качестве младшего научного сотрудника, затем — старший научный сотрудник, ведущий научный сотрудник, заместитель директора Института по научной работе (история). В 2007—2009 гг. являлась научным сотрудником Исторической комиссии Австрийской академии наук как обладатель стипендии им. Лизе Майтнер, присуждаемой Австрийским научным фондом (проект «Бюрократические карьеры в Венгерском королевстве в эпоху просвещённого абсолютизма»).
В 2006 г. защитила докторскую диссертацию «Австрийский просвещённый абсолютизм и подготовка венгерского дворянства к государственной службе во второй половине XVIII века».
В 1996—2004 гг. была учёным секретарём Комиссии историков России и Венгрии, с 2005 г. — заместитель председателя Комиссии. С 2006 г. — член исполкома Международного хунгарологического общества. C 2010 г. — член Комиссии историков России и Австрии. С 2016 года является координатором Междисциплинарного центральноевропейского семинара Института славяноведения РАН.

## Научная деятельность
Основная сфера научных интересов — история Венгрии в составе монархии Габсбургов раннего Нового времени.
В работе «Нация, отечество, патриотизм в венгерской политической культуре: движение 1790 года» (2000) автор рассматривает патриотизм как раннюю форму национальной идеологии и национального самосознания на материале венгерской политической культуры конца XVIII в. Характеризуется движение оппозиции просвещённому абсолютизму 1790 г., в котором впервые были озвучены национальные лозунги. Исследователь пишет о нациообразующей роли средневековых государственно-правовых представлений господствующих слоёв (символы «Святой короны» и «Святой свободы», тесная взаимосвязь король и отечества в сознании дворянства, верность королю как верность закону, Мария Терезия как идеальный монарх), о феномене экономической деятельности как форме демонстрации патриотических убеждений, о роли языка, истории (соотнесения себя со «славным прошлым»), национального костюма в модернизации общественных отношений и массового сознания, о соотношении конфессиональной и национальной принадлежности (второстепенность вероисповедания).
Монография «Заслуги отцов и таланты сыновей: венгерские дворяне в учебных заведениях монархии Габсбургов. 1746—1784» (2006) показывает политику австрийского просвещённого абсолютизма в сфере образования дворянского сословия во второй половине XVIII столетия в Венгрии. Характеризуется деятельность стипендиальных фондов, социальный состав соискателей и требования к стипендиатам. По мнению автора, образование в роли социального лифта становилось необходимым условием сохранения привилегированного статуса для дворян. Образование играло большую роль в формировании взаимосвязи между принадлежностью к государству и зарождением современных наций. Автор анализирует ментальные различия поколений отцов и детей эпохи Просвещения. История дворянских школ показана через биографии отдельных представителей дворянства.
В книге «Усердие, честолюбие и карьера. Чиновничество в монархии Габсбургов в эпоху просвещённого абсолютизма» (2016) рассматривается эволюция среднего звена административного аппарата монархии Габсбургов во второй половине XVIII в. Источники — прошения о повышении в должности, ведомственные протоколы с решениями по кадровым вопросам, частная переписка — реконструируют наиболее типичные чиновничьи карьеры, роль патрон-клиентских отношений, рисуется портрет полиэтничного и многоязычного чиновничества, ставшего опорой для реформ просвещённого абсолютизма.

## Основные работы

### Монографии
- Нация, отечество, патриотизм в венгерской политической культуре: движение 1790 года. М.: Институт славяноведения РАН, 2000. 192 с.
- Заслуги отцов и таланты сыновей: венгерские дворяне в учебных заведениях монархии Габсбургов. 1746—1784. СПб.: Алетейя, 2006. 439 с.
- Усердие, честолюбие и карьера. Чиновничество в монархии Габсбургов в эпоху просвещённого абсолютизма. М.: Индрик, 2018. 360 с.

### Переводы
- Райнер М. Я.[венг.] Имре Надь — премьер-министр венгерской революции 1956 года. Политическая биография. — М., 2006.
- Секфю Д. После революции. М., 2011.
- Пакша Р[венг.]. Праворадикальные силы в Венгрии в эпоху М. Хорти / пер. с венг. О. В. Хавановой // Берегиня.777.Сова. — М. : Научно-исследовательский центр «Еврошкола», 2015. — Т. 7, № 3. — С. 22—31. — ISSN 2077-6365.

### Статьи
- Истоки венгерского национализма в политической культуре конца XVIII века // ВИ. 1998. № 6.
- Венгерская историческая наука и государственная политика в межвоенный период: новый взгляд на XVIII век // Культурная политика в странах Центральной и Восточной Европы. М., 1999.
- Hungarian applicants to noble academies of the Theresian age: background, motivations, career opportunities // Das achtzehnte Jahrhundert und Österreich: Jahrbuch der Österreichischen Gesellschaft zur Еrforschung des 18. Jahrhunderts. Wien, 2001. Bd. 16.
- Этничность, нация, «любовь к стране» в Европе раннего Нового времени // Национализм: новейшие исследования. М., 2002.
- Образ «другого» в историческом опыте народов Австро-Венгрии в контексте творчества К. Миксата // Художественная культура Австро-Венгрии, 1867—1918. СПб., 2005.
- Az apai érdemeket a fiúkban jutalmazni…: Az iskoláztalás privilégiuma Mária Terézia uralkodása idején // Századok. Budapest, 2005. 135. évf. 5 sz.
- Венгерский Миллениум 1896 года: между «потёмкинской деревней» и «градом Китежем» // Национализм в мировой истории. М., 2007. С. 375—407.
- Born or brought up to be a Hungarian aristocrat? Count Antal Károlyi educates his son József // Adel im «langen» 18. Jahrhundert. Wien, 2009.
- Йозеф Зонненфельс и «генеалогия» его студентов: к вопросу о формировании бюрократии в монархии Габсбургов XVIII века // Славянство, растворённое в крови… В честь 80-летия со дня рождения В. К. Волкова (1930—2005). М., 2010. С 79-98.
- Обращение в католичество как аргумент в монархии Габсбургов во второй половине XVIII века // Одиссей: человек в истории. 2010/2011: Школа и образование в Средние века и Новое время / Гл. ред. А. О. Чубарьян. М., 2012. C. 299—318.
- Женщины-просительницы в контексте отношений патроната и корпоративной этики в монархии Габсбургов XVIII в. // Адам и Ева. Альманах гендерной истории. М., 2013. № 21. С. 121—149[4][5].